# اسدآباد (ری)
اسدآباد (ری)، روستایی از توابع بخش فشاپویه شهرستان ری در استان تهران کشور ایران است.

## جمعیت
این روستا در دهستان کلین قرار دارد و براساس سرشماری مرکز آمار ایران در سال ۱۳۸۵، جمعیت آن زیر سه خانوار بوده‌است.